# 부천시 원미구 을
부천시 원미구 을은 대한민국의 옛 국회의원 선거구이다. 당시 경기도 부천시 원미구의 일부 지역을 관할했다.

## 역사
대한민국 제15대 국회의원 선거를 앞두고 부천시 중구 갑 선거구에서 분리되면서 신설되었다.
2016년 7월 4일을 기해 부천시가 일반구인 원미구, 소사구, 오정구를 폐지했다. 이에 따라 대한민국 제21대 국회의원 선거를 앞두고 부천시 을 선거구로 개편되었다.

## 역대 국회의원
| 선거   | 정당 | 정당         | 의원   |
| ------ | ---- | ------------ | ------ |
| 1996년 |      | 신한국당     | 이사철 |
| 2000년 |      | 새천년민주당 | 배기선 |
| 2004년 |      | 열린우리당   | 배기선 |
| 2008년 |      | 한나라당     | 이사철 |
| 2012년 |      | 민주통합당   | 설훈   |
| 2016년 |      | 더불어민주당 | 설훈   |

## 역대 선거 결과

### 대한민국 제15대 국회의원 선거
|  | 37.93% |

|  | 33.80% |

|  | 14.45% |

|  | 11.66% |

|  | 2.12% |

### 대한민국 제16대 국회의원 선거
|  | 50.94% |

|  | 41.28% |

|  | 7.77% |

### 대한민국 제17대 국회의원 선거
|  | 47.45% |

|  | 39.97% |

|  | 5.96% |

|  | 5.79% |

|  | 0.81% |

### 대한민국 제18대 국회의원 선거
|  | 48.97% |

|  | 35.37% |

|  | 9.00% |

|  | 6.02% |

|  | 0.61% |

### 대한민국 제19대 국회의원 선거
|  | 56.01% |

|  | 43.98% |

### 대한민국 제20대 국회의원 선거
|  | 42.84% |

|  | 35.90% |

|  | 19.86% |

|  | 1.37% |

## 같이 보기
- 부천시 원미구의 국회의원